# Fritz Freitag
Pour les articles homonymes, voir Freitag.
Fritz Freitag, né le 28 avril 1894 à Allenstein et décédé le 10 mai 1945 à Graz, était un SS-Brigadeführer dans la Waffen-SS durant la Seconde Guerre mondiale.

Il a commandé la 8e division SS de cavalerie Florian Geyer, la 4e division SS Polizei Panzergrenadier Division et la 14e division SS de Waffen Grenadier Galicien.

Il a été récipiendaire de la Croix de chevalier de la Croix de fer ainsi que de la Croix allemande en or.

Il s'est suicidé à la fin de la guerre en mai 1945.

## Biographie

### Début de carrière
Fritz Freitag est né le 28 avril 1894, fils d'un fonctionnaire de chemin de fer. Après avoir passé ses examens de lycée, il a rejoint le 1er régiment de grenadiers,.

### Première Guerre mondiale
Pendant la Première Guerre mondiale, Freitag a servi à la fois sur le front de l'Est et le Front de l'Ouest. En 1915, il est chargé comme Leutnant, et pour les trois années suivantes, comme commandant de compagnie, et est blessé à quatre reprises.

### Entre les deux guerres
En 1919, Freitag rejoint le Freikorps et en 1920, le Schutzpolizei.

### Seconde Guerre mondiale
À l'époque de la Seconde Guerre mondiale, Freitag avait été promu Oberstleutnant dans la Polizei. Au cours de la campagne de Pologne, il est le chef des opérations du 3e régiment de la police et le chef de cabinet du commandant supérieur de police dans la 14e armée.

#### Waffen SS
En septembre 1940, Freitag devient membre de la Waffen-SS et il est affecté aux personnels de Heinrich Himmler. Il est ensuite muté à la 1e SS bridage d'infanterie (en) en tant que chef d'équipe et sert sur le front de l'Est dans les opérations de lutte contre les partisans et d'assistance aux Einsatzgruppen pour encercler la population juive dans les territoires occupés. 

Freitag reçoit son premier commandement régimentaire en décembre 1941, quand il prend le commandement de la 2e régiment SS de police (en) encore en service sur le front de l'Est. Il est promu SS-Standartenführer pour ses résultats dans le commandement d'un Kampfgruppe pendant les combats de la poche de Volchow.

En janvier 1943, il reçoit le commandement temporaire de la 8e division SS de cavalerie Florian Geyer avant d'être remplacé lorsqu'il tombe malade.

Quand il revient, il reçoit le commandement de la 2e brigade d'infanterie SS d'avril à août 1943. Du 18 août 1943 au 20 octobre 1943, il est commandant de la 4e division SS Polizei des Waffen SS, puis il reçoit le commandement de la 14e division Waffen Grenadier de la Galice SS (1er ukrainien). Il reçoit la Croix de chevalier de la Croix de fer en septembre 1944,.
Fritz Freitag se suicide le 10 mai 1945,.

## Promotions grades
- Leutnant der Reserve - 6 novembre 1915
- Oberleutnant
- Hauptmann der Schutzpolizei - 1923
- Major der Schutzpolizei - juillet 1934
- Oberstleutnant der Schutzpolizei - 20 avril 1939
- SS-Obersturmbannführer - 1er septembre 1940
- SS-Standartenführer - 20 avril 1942
- Oberst der Schutzpolizei -8 mai 1943
- SS-Oberführer - 6 août 1943
- SS-Brigadeführer und Generalmajor der Waffen-SS

### Décorations notables
- Croix de fer (1914)
  - 2e Classe
  - 1er Classe
- Croix de chevalier de la Croix de fer
- Croix allemande en Or
- Croix de fer (1939)
  - 2e Classe
  - 1er Classe
- Insigne des blessés
- Médaille du Front de l'Est

### Littérature
- (en) Mitcham, Samuel W, The German Defeat in the East, 1944-45, Mechanicsburg, Stackpole, 2007, 1re éd., 296 p. (ISBN 978-0-8117-3371-7, lire en ligne)
- (de) Berger, Florian, Ritterkreuzträger mit Nahkampfspange in Gold, Vienne (Autriche), Florian Berger, 2004, 1re éd., 566 p., poche (ISBN 978-3-9501307-3-7, OCLC 61386396)
- Fellgiebel, Walther-Peer, Die Träger des Ritterkreuzes des Eisernen Kreuzes 1939-1945, Friedberg/H, Friedburg, Germany, 1993 (ISBN 978-3-7909-0284-6, LCCN 88400236)
- (en) Hannes Heer et Klaus Naumann, War of Extermination : The German Military in World War II 1941-1944, New York, Berghahn Books, 2000, 457 p. (ISBN 978-1-57181-232-2, lire en ligne)
- (de) Scherzer, Veit, Ritterkreuzträger 1939 - 1945 Die Inhaber des Ritterkreuzes des Eisernen Kreuzes 1939 von Heer, Luftwaffe, Kriegsmarine, Waffen-SS, Volkssturm sowie mit Deutschland verbündeter Streitkräfte nach den Unterlagen des Bundesarchives, Ranis, Scherzers Miltaer-Verlag, 2007, 2e éd., 846 p. (ISBN 978-3-938845-17-2)

#### Sources
- (en) Cet article est partiellement ou en totalité issu de l’article de Wikipédia en anglais intitulé « Fritz Freitag » (voir la liste des auteurs).